# NGC 1954
NGC 1954 (другие обозначения — MCG -2-15-3, NPM1G -14.0248, IRAS05305-1405, PGC 17422) — галактика в созвездии Заяц.
Этот объект входит в число перечисленных в оригинальной редакции «Нового общего каталога».
В галактике вспыхнула сверхновая SN 2010ko типа Ia, её пиковая видимая звездная величина составила 16,8.
В галактике вспыхнула сверхновая SN 2013ex типа Ia, её пиковая видимая звездная величина составила 15,6.
В галактике вспыхнула сверхновая SN 2011fi типа II, её пиковая видимая звездная величина составила 17,8.